# كلية مالفيرن
كلية مالفيرن هي مدرسة مستقلة ومختلطة تعمل بنظام اليوم الدراسي ومدرسة داخلية للتلاميذ، في مالفيرن، ورسيسترشاير، إنجلترا. وطبقاً للمفهوم البريطاني لهذا المصطلح فهي تعتبر مدرسة عامة وعضو في مجموعة «الروجبي» وتترأس أيضاً رؤساء ومديري المدارس. وظلت «مالفيرن» منذ تأسيسها في عام ألف وثمانمائة وخمسة وستين، على نفس الأسس بالقرب من وسط جريت مالفيرن. ويغطي الحرم الجامعي الخاص بها ما يقرب من مائتي وخمسين فداناً {{وهو مايعادل مائة وواحد هكتاراً}}.
وتتراوح أعمار الطلاب المسجلين في المدرسة والبالغ عددهم 660، مابين ثلاثة عشر وتسعة عشر عاماً. وبالإضافة إلى ذلك فتتراوح أعمار ما يقرب ثلاثمائة وعشرة طلاب آخرين ما بين ثلاثة وثلاثة عشر عاماً، في مدرسة داونز، كلية مالفيرن الإعدادية، في كولوال القريبة في هيريفوردشاير. فقد بلغ عدد تلاميذ المدرسة في المدينتين حوالي ألف تلميذ.
ومن بين خريجي هذه الكلية فهناك على الأقل اثنان من وزراء «الكومنوالث»، واثنين ممن جازوا على جائزة نوبل (خمس جوائز نوبل بما في ذلك خريجي المدرسة الإعدادية)، وآخر حائز على الميدالية الذهبية للالعاب الاولمبية والعديد من الشخصيات الأخرى المرموقة في مختلف المجالات. وحسبك من الامثلة الروائي سليف ستابلز لويس الذي ألف رواية «سجلات نارنيا» كتلميذ سابق في المدرسة.
وفي الخارج تضم الكلية أربعة حرم جامعية ففي الصين يوجد كلية مالفيرن بتشينجداو، وكلية مالفيرن بتشينجدو، وتوجد في مصر باسم مالفيرن كوليدج بالقاهرة، وتوجد في هونج كونج حييث تقع في باك شيك كوك بالقرب من حديقة هونج كونج للعلوم لكنها مازالت قيد الإنشاء ومن المقرر افتتاحها في سبتمبر من العام 2018 .

## التاريخ
تدين المدرسة الواقعة في تلال مالفيرن بالكثير لظهور مالفيرن في القرن التاسع عشر كمنتجع صحي عصري بفضل هواءها النقي وينابيع المياه الشهيرة التي تمتاز بخصائها العلاجية. ولقد قاد القس آرثر فابر افتتاح المدرسة للمرة الأولى لها في الخامس والعشرين من يناير عام 1865، وفي البداية لم يتخط عدد الطلاب أربعة وعشرين تلميذاً منهم إحدى عشر طفلاً في اليوم وعدد ستة مدرسين ومنزلين باسم ماكدويل (رقم 1)، ودرو (رقم2)، لكن سرعان ما توسعت المدرسة الجديدة. وبعد عام واحد، كان عدد التلاميذ أربعة وستين تلميذاً [11]وبحلول عام 1875 كان العدد 200 [12] في القائمة وخمس مساكن داخلية؛ وبحلول نهاية القرن التاسع عشر، بلغت الأعداد أكثر من 400 تلميذأ [13] وعشرة منازل. [14] [15] وفي عام 1868زار الشاعر الأمريكي هنري لونغفيلو المدرسة، [5] كما زارها الأمير والأميرة كريستيان في يوم الخطاب في عام 1870 [5] ، وزار المدرسة دوق ودوقة تيك في عام 1891 مع ابنتهما، الأميرة ماي (الملكة ماري فيما بعد).
[5] وقد وردت تعليقات اللورد راندولف تشرشل في خطابه حول التعليم في عام 1889في تقارير لصحيفة التايمز. [16] وكانت المدرسة واحدة من الأربع وعشرين مدرسة حكومية الواردة أسمائهم في الكتاب السنوي للمدارس العامة للعام 1889 بل وأدرجها الميثاق الملكي في عام 1928. وبالإضافة ألى ذلك فقد ظلت أعداد الطلاب والمنشآت في تزايد في الفترة مابين نهاية الحرب العالمية الأولى عام 1918 وبداية الحرب العالمية الثانية عام 1939. وقد خلفت الحربان العالميتان -على الترتيب- 457 و258 قتيلًا من طلاب المدرسة وقتئذٍ، كما انضم سبعة طلاب سابقين إلى صفوف القلة التي شاركت في معركة بريطانيا.
وفي الحرب العالمية الثانية، إستولت الأميرالية على منشآت المدرسة في الفترة ما بين بين أكتوبر 1939 ويوليو 1940، ثم نُقلت المدرسة مؤقتًا إلى قصر بلينهايم. في عام 1942 احتاجت الحكومة منشآت المدرسة مرة أخرى في استخداماتها بهذه المناسبة من قبل مؤسسة بحوث الاتصالات، ومن مايو 1942 إلى يوليو 1946 انضمت المدرسة إلى مدرسة هارو. كينيتيك، وهو من القطاع الخاص خلفا لملحق البحوث الأصلي للحكومة لا يزال منصباً على أرض جامعية سابقة. [20]
كانت المدرسة فقط للبنين في عمر 13 ألى 18 عاماً في السابق وباندماجها مع كل من مدرستي إليرسلي للبنات وهيلستون الإعدادية في عام 1992 أصبحت مدرسة مختلطة [20] تتراوح أعمار التلاميذ فيها مابين 3 إلى 18 عاماً. وكذلك خرجت الكلية بشكل كامل عن تقاليد المدرسة الإنجليزية العامة لتسمح للتلاميذ بالفترة الصباحية رغم أن أكثر من ثلثيهم يسكنون بالمساكن الداخلية للمدرسة. واندمجت المدرسة الإعدادية بالكلية مع مدرسة ذا داونز الإعدادية في شهر سبتمبر من العام 2008 بالقرب من موقع الأخيرة «ذا داونز» في هيرفوردشاير بـ كولوال لتشكل كلية مالفرين مع ذا داونز مدرسةً إعدادية.

## التحديثات الأخيرة
شهد العام 2008 أيضًا بداية مشروع تنمية يقدر بملايين الجنيهات (22) تضمنت مجمعاً رياضياً جديداً، وألعاباً رياضية جديدة، ومرافق عرض في الملاعب، ودارين صغيرين جديدين. تم افتتاح المجمع الرياضي والمنازل الجديدة في أكتوبر 2009 من قبل عمدة يورك. وفي ذكرى مدرسة البنات السابقة افتتح إليرسلي هاوس للفتيات وأصبح المنزل الجديد الآخر هو الإقامة الدائمة الجديدة لدفعة البنين رقم 7. [23] . وفي عام 2010 .. واجه قطاع من المدرسة خسائر فادحة عندما إندلعت النيران يوم العاشر من أبريل في واحد من المآوي. وقام الصف الثاني لعام 1871 بعمل قائمة للمباني التي كانت تعد مأوىً لخمسِ وخمسين فتاة ومديرة المنزل هي وأسرتها والتي دمر أغلبها بالكامل. واجه الحريق ما يزيد علي سبعين من رجال الإطفاء وثلاثون من سيارات الإطفاء من مالفرن وستوربورت. ولم يتعد الحريق مكان معيشة سيدة المنزل وعائلتها الذين لم يكونوا هناك حينئذ.وحيث كان الفصل الدراسي قد إنتهى لم يكن هناك أي تلاميذ. وأعيد افتتاح المنزل في الثامن عشر من إبريل!.

## ذا داونز
كانت المدرسة الإعدادية الأصلية هيلستون قد افتتحت في عام 1883، عندما تحولت الكلية إلى مختلطة. وقد تم ضم هيلستون لمالفيرن لتصبح قسم الإعدادي بها. اندمجت المدرسة الإعدادية «مدرسة كويكر التي تأسست في عام 1900» مع The Downs داونز، وأضحت المدرسة الجديدة تعرف الآن باسم The Downs Malvern.
وأصبح متاحاً للتلاميذ ذوي سبع سنوات فأعلى الذين يقيمون في مسكن مستقل يعرف باسم وارن، أن يسكنوا في المساكن الخاصة بالمدرسة في المدرسة الإعدادية. [27]

## الإدارة
يقوم مجلس الكلية المؤلَّف من حوالى خمسة عشر عضواً على إدارة المدرسة يرأسهم اللورد ماكلورين بنفسه منذ عام 2002، وهو تلميذ سابق. بينما تولى الأخصائي التعليمي ولاعب الكريكيت السابق إنتوني كلارك إدرة المدرسة عام عام 2008 .[29]